# Betelberg
Der Betelberg ist ein hügelförmiger Rücken westlich des Ferienortes Lenk im Schweizer Kanton Bern, der sich weiter westlich zum Stübleni (2109 m ü. M.) fortsetzt. Seine höchste Erhebung, das Leiterli, erreicht eine Höhe von 2001 m ü. M.
Es führen eine Gondelbahn von Lenk über Stoos zum Betelberg (1943 m ü. M.), sowie eine Sesselbahn, welche aber nicht ganz bis an den Gipfel reicht. Im Sommer ist der Betelberg ein Wandergebiet, im Winter wird er als Skigebiet mit neun Anlagen genutzt. Vom Betelberg hat man einen Aussichtspunkt auf das Wildhornmassiv und das Wildstrubelmassiv und die Diablerets.